# A Story From Limbo
A Story From Limbo – trzeci album studyjny zespołu Lacrima wydany 13 września 2014 roku. Album zawiera ponownie nagrane utwory, które pierwotnie znalazły się na nieopublikowanych albumach nagrywanych w latach 90.

## Lista utworów
1. „Trivial Wishes” – 5:18
2. „Almanac” – 4:57
3. „I Shouldn't” – 3:52
4. „The Light” – 5:02
5. „Epilog” – 6:25
6. „The Time of the Knight’s Return” – 4:27
7. „Chalice of Memories” – 6:46
8. „Black Funeral Rose” – 2:38
9. „Backwards” – 4:08
10. „Innocent” – 6:26
11. „Alar Shadows” – 7:01